# Dasyomma hydrophilum
Dasyomma hydrophilum är en tvåvingeart som beskrevs av Paramonov 1962. Dasyomma hydrophilum ingår i släktet Dasyomma och familjen bäckflugor. Inga underarter finns listade i Catalogue of Life.